# 巴方 (喀麥隆)
巴方（Bafang）是非洲中西部國家喀麥隆的城鎮，由西部省負責管轄，位於該國西部，海拔高度1,235米，是巴米累克人的聚居地中心，平均溫度攝氏26度，2008年人口89,525。
5°09′N 10°11′E / 5.150°N 10.183°E